# Richard Wahle (Philosoph)
Richard Wahle (* 14. Februar 1857 in Wien; † 21. Oktober 1935 ebenda) war ein österreichischer Philosoph, Psychologe und Pädagoge, der heute als bedeutender Vertreter des Positivismus in Österreich gilt. Er lehrte in Wien und Czernowitz. Ausgehend von den neurowissenschaftlichen Forschungsergebnissen seiner Zeit, entwickelte er eine physiologische Beschreibung menschlichen Denkens und vertrat im Diskurs um die Rolle der Metaphysik in der Philosophie einen naturwissenschaftlich begründeten Materialismus.

## Leben
Wahle studierte in Wien Medizin, Rechtswissenschaften und Philosophie. 1782 hatte Joseph II. mit seinem Toleranzpatent den Juden Wiens und Niederösterreichs fast den Status von ‚Vollbürgern’ zugestanden. Die Wiener Juden erhielten Bildungs- und Gewerbefreiheit, Zugang zu den Universitäten des Landes und konnten Immobilien jeder Art erwerben. Aus dem gesamten Habsburgerreich immigrierten eine enorme Zahl von Juden in die Metropole Wien. Im akademischen Milieu war der im 19. Jahrhundert zunehmende Antisemitismus am geringsten zu spüren. Am Ende der 1890er-Jahre war fast die Hälfte aller Medizin-Studenten jüdischer Herkunft.
Eine große Anzahl jüdischer Mediziner erbrachte bahnbrechende Leistungen, z. B. Emil Zuckerkandl (1849–1910), der mit seinen Forschungen zur Schädelkunde bekannt wurde, oder Salomon Stricker (1834–1898), der an der Uni Wien ein experimentelles Institut für Pathologie gründete und leitete, das zu einem internationalen Zentrum für die wissenschaftliche Ausbildung und Lehre wurde; ebenso die Physiologen Sigmund Exner (1846–1926) u. Ernst Fleischl von Marxow (1846–1891). Und viele weitere mehr.
Wahle war wie Fritz Mauthner (1849–1923) Schüler von Ernst Mach (1838–1916) gewesen. Er repräsentierte zu
seiner Zeit noch den Typus des klassischen Universalgelehrten. Er wurde 1884 zum Doktor der Philosophie (Dr. phil.) promoviert. 1885 bis 1895 lehrte er als Privatdozent für Philosophie an der Universität Wien, wo er unter anderem Lehrer von Heinrich Gomperz (Philosoph) (1873–1942) und Konrad Mautner (Volkstumsforscher) (1880–1924) war. 1895 bis 1917 war Wahle ordentlicher Universitätsprofessor der Philosophie, Pädagogik und Psychologie an der Universität Czernowitz (Bukowina; Černivici / Чернівці, Ukraine). Nach seiner Pensionierung 1917 lehrte Wahle als Dozent an der Universität Wien und lebte als Privatgelehrter in Wien.
Er konvertierte 1887 vom mosaischen zum römisch-katholischen Glauben.
Wahle starb am 21. Oktober 1935 an den Folgen eines schweren Unfalls. Er war unverheiratet.

## Themen seines Philosophierens
Besonders bekannt wurde Wahle durch seine Kritik an der traditionellen Philosophie. Ihren metaphysischen Anspruch, absolute Wahrheiten zu besitzen oder erreichen zu können, verwarf er. Wissen im üblichen Sinne – wie es die zu seiner Zeit verbreitete Transzendentalphilosophie in Aussicht stellte – hielt er für unmöglich. Das, wovon der Mensch ausgeht, um sich zu orientieren, sind seine individuellen Vorstellungen und Erinnerungen, die durch Sinnesempfindungen und Körperbewegungen konstituiert werden. Er plädierte für ein Philosophieren mit minimalistischen Annahmen und nannte sein Vorhaben 'definitive Philosophie'. Vorkommnisse und ihre Reihenbildungen sind die immer wiederkehrenden Bestandteile menschlichen Denkens und Schlussfolgerns, die er für seine Darstellungen verwendete. Den Streit um Worte und eine künstlich aufgeblasene Rhetorik vermied er und bezog sich stattdessen auf konkrete physiologische Vorkommnisse, um Sachverhalte und Probleme zu klären.

### Definitive Philosophie statt Metaphysik
Die Kritik an der herkömmlichen Philosophie und die Skizzierung seiner Alternative veröffentlichte Wahle in Das Ganze der Philosophie und ihr Ende und Die Tragikomödie der Weisheit.
Wahle begann mit einer umfassenden Kritik. Der bisherigen, fast ausschließlich metaphysisch orientierten Philosophie fehle es an einem Fundus von Kenntnissen und Methoden, die – wie in anderen Wissenschaften – eine wissenschaftliche Entwicklung der Philosophie ermögliche. Bekannte Philosophien bieten nur Worte, aber keine Hilfen zum Leben, noch hätten sie irgendeinen, merkbaren Nutzen. Er könne deshalb nur einen respektlosen Bericht darüber abgeben, der allerdings immer wieder im Lachen münde, wenn man die philosophischen Ideen genauer betrachte.
Eines von vielen Beispielen Wahles: So sei es z. B. komisch, dass es auf Platoniker befremdlich wirke, wenn ihnen klar werde, dass es für jedes Ding – auch für hässliche und minderwertige – eine Idee gäbe. Dabei sei dies die volle Meinung Platons: Jedes Ding müsse ja seine von ihm unabhängige unvergängliche Form haben, die seine völlige Zerstörung verhindere. Andererseits erreiche kein irdischer Komplex seine Idealform, mit der er verwandt sei.
Wahle stellte gegen seine Kritik kurz seine definitive Philosophie vor, deren Annahmen er am neurowissenschaftlichen Kenntnisstand seiner Zeit festmachte. (Im Mechanismus des geistigen Lebens veröffentlichte er seine Annahmen umfassend.) Alle Vorkommnisse des menschlichen Lebens, über die philosophiert werden kann, seien nur bei „gleichzeitiger Aktion der Nervenapparate vorhanden“ Daraus folgerte er, dass die wahre Natur der Dinge durch Sinne und Gehirn „verschleiert“ wird. Also haben Menschen keinen Zugang zur wahren Natur der Dinge, dem Ding an sich. Und „...somit ist das, was man Realismus nennt, erledigt und beseitigt …“ Wir wissen daher weder wie noch was die Dinge wirklich sind.
Indem er so Klarheit in die „Nebel über den Geist“ bringe, hoffe er auch reinigend auf alle Theorien in den Geisteswissenschaften, auf die Geschichtsbetrachtung, auf die Staatsrechtslehren und jede Reflexion zu wirken. Auf den weiteren 300 Seiten dokumentierte Wahle mit der Darstellung seiner Geschichte der Philosophie, weshalb es für eine wissenschaftliche (definitive) Philosophie aus seiner Sicht an der Zeit ist, die metaphysische Philosophie und die damit verbundene Aufblähung des menschlichen Geistes aufzugeben. Er schloss mit der Bemerkung:

„So verlassen wir den Blocksberg der Philosophie, die Hexenversammlung hochfahrender, unsinniger Ideen.“

### Denken und Wirklichkeit
Das Denken ordnete Wahle den „psychischen Erscheinungen“ zu und „dem kleinen Fleckchen der jeweiligen Welt Einzelner“. Er nannte Denken auch Geist oder „geistiges Leben“. Im Unterschied zu Körperlichem habe es weder Gewicht, noch könne man es von einem Ort zum anderen tragen.
Für eine vorurteilslose Untersuchung des Denkens sei es unerlässlich, sich von der Erforschung jahrtausendealter Ideen wie Materie und Seele, Außen und Innen, Sein und Wissen zu verabschieden. Diese Ideen seien Phantasieprodukte einer überholten Philosophie, die keine entsprechenden Ergebnisse vorweisen könne und bisher nur wortreiche Irrtümer produzierte.
Philosophisch könne man heute nur von V o r k o m m n i s s e n ausgehen.

„Vorkommnisse als wirkliche Produkte … sind da;...“

Sie entstehen unter Wirkung der Sinne und des Gehirns. Sie sind wirkliche Produkte, die wir untersuchen können. Das sei nicht viel, was er da in Händen halte. Wahle bittet daher um Geduld: Was er vorzubringen habe, sei schwieriger nachzuvollziehen, als zu kritisieren.
An der Produktion von Vorkommnissen seien außer unserem Nervensystem auch U r f a k t o r e n beteiligt. Sie sind die Wirklichkeit, Erkenntnistheoretiker nannten dies Ding an sich. Sie gab es schon, bevor der Leib sah, hörte und fühlte. Es handelt sich hier um berechtigte Annahmen, die sich aus der Stellung unserer kleinen Welt im Universum der Dinge ergeben, die sind.

„Immer ist etwas gewesen und geworden, auch bevor ein Auge sich öffnete und wenn sich alle Augen geschlossen haben.“

Diese Urfaktoren sind uns allerdings nicht zugänglich. Wir können deshalb weder sagen, wie sie sind, noch was sie sind; auch nicht in welchem Maße sie an unserer Wirklichkeit und unsere Vorkommnisse an ihnen teilhaben.

„Wir haben absolut kein Recht zu der Annahme, dass die an sich bestehende wahrhafte Welt der subjektiven, phänomenalen, optisch-taktilen in irgendwelcher Form gleich oder ähnlich sei.“

### Erkenntniskritik
Wahle distanzierte sich im Hinblick auf 'Wissen' von vertrauten philosophischen Selbstverständlichkeiten. U. a. von Begriffen wie Materie, Subjekt, Geist, Ich, Bewusstsein, von der Behauptung, es gäbe ein 'Innen' und 'Außen'. Deren Annahme führten zu Irrtümern, die die tatsächlichen Sachverhalte verbergen. Der grundlegende, tatsächliche Sachverhalt sind die 'Vorkommnisse unter dem Bestand der Sinne'. Aus den Vorkommnissen dürfen wir schlussfolgern, dass wir etwas vor uns haben, was als Objekt bezeichnet, jedoch nicht bestimmt werden kann. Erinnerungen von und Phantasien aus Vorkommnissen ergeben keine Kenntnisse, die man als Wissen bezeichnen dürfe.
Statt über 'Geist' sprach er von Psychischem. Psychisches ist wie etwas „Gewordenes, Ernährtes und Wurzelndes“. Eine Art Produkt, das erforschbar ist. 'Geworden' hieß: Das Nervensystem ermöglicht uns von Geburt an zu empfinden. Darauf beziehen wir uns denkend. 'Ernährtes' hieß, unser Nervensystem produziert lebenslang Vorkommnisse, mit denen wir unser Leben gestalten. 'Wurzelndes' : Psychisches ist stets mit dem Nervensystem verbunden. D. h. der Mechanismus unseres Denkens bzw. geistigen Lebens ist physiologisch bedingt. Mechanismus meint die chemischen und physikalischen Prozesse unseres Nervensystems.
Dass ohne unser Nervensystem die Welt so ist oder sein könnte, wie wir sie mit ihm wahrnehmen, ist eine unbegründete Annahme. Unsere Wünsche nach Wissen sind also vergeblich. Dies gilt auch für die Verwendung von physikalischen und chemischen Hilfsmitteln:

„Wir haben stets Vorkommnisse unter dem Bestand der Sinne.“

## Veröffentlichungen
- Gehirn und Bewusstsein. Physiologisch-psychologische Studie. Wien: Hölder 1884, 97 S.
- Eine Verteidigung der Willensfreiheit. Halle an der Saale: Heynemann 1887, 64 S.
- Über die geometrische Methode des [Baruch de] Spinoza. Wien: Tempsky 1888 (= Sitzungsberichte der Philosophisch-Historischen Classe der Kaiserlichen Akademie der Wissenschaften in Wien. Band 116. 1.), S. 431–452.
- Über das Verhältniss zwischen Substanz und Attributen in [Baruch de] Spinoza’s Ethik. Wien: Tempsky 1889 (= Sitzungsberichte der Philosophisch-Historischen Classe der Kaiserlichen Akademie der Wissenschaften in Wien. Band 117. 8.), 22 S.
- Die Glückseligkeitslehre der »Ethik« des [Baruch de] Spinoza. Wien: Tempsky 1889 (= Sitzungsberichte der Philosophisch-Historischen Classe der Kaiserlichen Akademie der Wissenschaften in Wien. Band 119. 11.), 44 S.
- Das Ganze der Philosophie und ihr Ende. Ihre Vermächtnisse an die Theologie, Physiologie, Ästhetik und Staatspädagogik. Mit 60 Figuren in Holzschnitten. Wien–Leipzig: Braumüller 1894, XII, 539 S.
- Geschichtlicher Überblick über die Entwicklung der Philosophie bis zu ihrer letzten Phase. Ein Leitfaden für allgemein Gebildete und Studierende der Hoch- und Mittelschulen. Wien–Leipzig: Braumüller 1895, IV, 66 S.
- Die Ethik [Wilhelm] Wundts. Leipzig: Reisland [1897], 25 S. Separatabdruck aus: Vierteljahrsschrift für Wissenschaftliche Philosophie, 21. Jg., Nr. 1.
- Kurze Erklärung der Ethik von [Baruch de] Spinoza und Darstellung der definitiven Philosophie. Wien–Leipzig: Braumüller 1899, VIII, 212 S.
- Ideen zur Organisation der Erziehung. Berlin: Stilke 1901, 16 S. Separatabdruck aus: Die Gegenwart, 30. Jg., Nr. 28.
- Vorschlag einer universellen Mittelschule. Wien–Leipzig: Braumüller 1906, 17 S.
- Über den Mechanismus des geistigen Lebens. Wien–Leipzig: Braumüller 1906, VI, 573 S.
- Josua. Ein frohes Evangelium aus künftigen Tagen. Nach einem französischen Manuskript. Wien–Leipzig: Braumüller 1912, 65 S.
- Die Tragikomödie der Weisheit. Die Ergebnisse und die Geschichte des Philosophierens. Ein Lesebuch. Wien–Leipzig: Braumüller 1915, VII, 415 S.
- Ein Weg zum ewigen Frieden. Wien: Anzengruber 1917 (= Der Aufstieg. 1.), 14 S.
- 205 anregende Fälle von Gerade- und Krumm-Denken. Eine praktische Logik für Jung und Alt, Mann und Frau. Wien–Leipzig: Braumüller 1923, 86 S.
- Entstehung der Charaktere. München: Drei Masken-Verlag 1928 [recte 1927], VI, 388 S.
- Grundlagen einer neuen Psychiatrie. Ein Lesebuch für Laien, Studenten und Forscher. Wien: Steyrermühl 1931, 87 S.
- Fröhliches Register der paar philosophischen Wahrheiten. Wien–Leipzig: Braumüller 1934, 39 S.
- Don Pizarro. Drama, spielt in Spanien zu Beginn der französischen Revolution. Wien–Leipzig–Zürich: Gerstel 1935, 30 S.
- Vom wahnhaften Wissen zum wahrhaften Nichtwissen. Ausgewählt, herausgegeben und eingeleitet von Franz Austeda. Wien: Deuticke 1979 (= Österreichische Denker. 4.), VIII, 331 S.